# Pierre de Tizoc

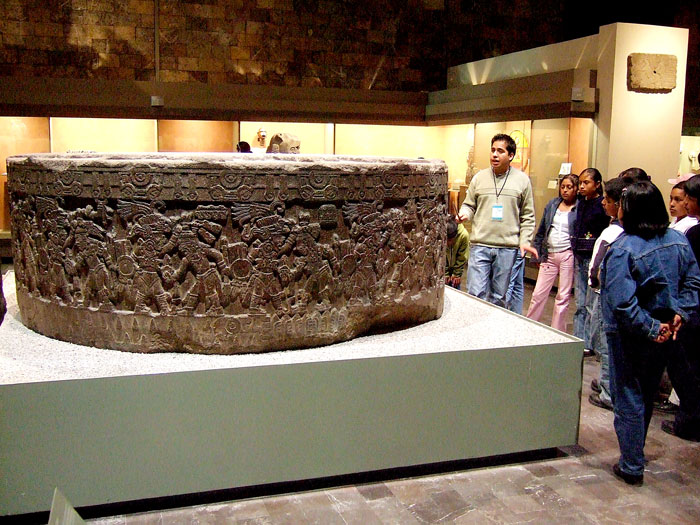
La pierre de Tizoc (musée national d'anthropologie de Mexico).

La pierre de Tizoc est un monolithe aztèque qui a été sculpté sous le règne du huey tlatoani Tizoc et a été identifié par les archéologues comme un temalacatl-cuauhxicalli.

## Description

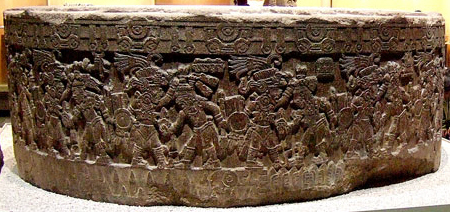
Détail d'un côté des reliefs latéraux.

La face supérieure du monument cylindrique est ornée d'un disque solaire à huit rayons. Sur le côté se trouve une frise à caractère historique : quinze représentations de guerriers aztèques tenant un captif par les cheveux. Chaque captif est identifié par un glyphe désignant une localité. Le pied gauche de chaque guerrier se termine par un miroir fumant, associé au dieu Tezcatlipoca dans l'iconographie aztèque. Seul un des guerriers est identifié par le glyphe représentant une jambe habituellement associé à Tizoc.

## Historique
Elle a été mise au jour lors de la réparation du Zócalo de Mexico en 1790-1791, avec la Pierre du Soleil et une statue monumentale de Coatlicue. Le monument échappa de peu à la destruction au moment de sa découverte : on voulait en faire des pavés. Elle est désormais conservée au musée national d'anthropologie du Mexique.